# Cyrille Makanaky
Cyrille Makanaky   (Douala, 28 de juny de 1965) és un exfutbolista camerunès de la dècada de 1990.
Fou internacional amb la selecció de futbol del Camerun amb la qual participà en la Copa del Món de futbol de 1990.
Pel que fa a clubs, destacà a Gazélec Ajaccio, SC Toulon, CD Málaga, Vila-real CF i Maccabi Tel Aviv FC.